# Markus Hubrich
Markus Hubrich (* 5. Februar 1963) ist ein ehemaliger neuseeländischer Skirennläufer.

## Karriere
Hubrich feierte sein internationales Renndebüt bei den Weltmeisterschaften 1982 in Schladming, wobei er in der Alpinen Kombination den 26. Platz belegte, in der Abfahrt klassierte er sich auf Rang 35.
1984 nahm Hubrich zum ersten und einzigen Mal an Olympischen Winterspielen teil. Bei den Wettkämpfen in Sarajevo erreichte er seine beste Platzierung im Slalom mit Platz 14.
Seine letzten internationalen Rennen bestritt er bei den Weltmeisterschaften 1985 in Bormio, danach ist Hubrich nicht mehr als Rennläufer in Erscheinung getreten.

## Privates
Sein Bruder Matthias Hubrich war ebenfalls als Skirennläufer aktiv.

## Erfolge

### Olympische Winterspiele
- Sarajevo 1984: 14. Slalom, 29. Riesenslalom, 35. Abfahrt

### Weltmeisterschaften
- Schladming 1982: 26. Alpine Kombination, 32. Abfahrt
- Bormio 1985: 17. Alpine Kombination[3], DNF Riesenslalom[4], DNF Slalom[5]